# Herb Wysp Cooka
Herb Wysp Cooka – herb przyjęty w 1978 przez Wyspy Cooka.

## Opis
Na błękitnym polu tarczy umieszczono okrąg z piętnastu srebrnych gwiazd z flagi narodowej. Tarcza jest podtrzymywana przez latającą rybę (maroro) i miejscowego ptaka (kakaia). Na dole umieszczono wstęgę z napisem Wyspy Cooka w języku angielskim. Za tarczą znajduje się krzyż, symbolizujący chrześcijaństwo, skrzyżowany z miejscowym oszczepem, symbolizującym tradycyjny system rangowy. Herb przyjęty został w 1978.